# César Milstein
César Milstein (Bahía Blanca, 8 oktober 1927 – Cambridge, 24 maart 2002) was een Argentijns biochemicus, met name geïnteresseerd in immunologie. Hij won in 1984 samen met Georges Köhler de Nobelprijs voor Fysiologie of Geneeskunde voor hun bijdrage in het onderzoek naar antistoffen.

## Biografie
Milstein werd geboren in de Argentijnse stad Bahía Blanca in een joods gezin. Zijn ouders waren Máxima Vapniarsky en Lázare Milstein, een Oekraïense immigrant. Hij studeerde aan de Universiteit van Buenos Aires en behaalde zijn doctoraat onder professor A. Stoppanni. Aanvankelijk was hij werkzaam aan het Nationaal Instituut voor Microbiologie maar omdat hij een uitgesproken politiek tegenstander was van Juan Perón moest voor zijn eigen veiligheid het land ontvluchten. In 1958 vertrok hij naar Engeland, naar de faculteit biochemie van de Universiteit van Cambridge waar hij onder Malcolm Dixon onderzoek deed naar het mechanisme van metaalactivatie van het enzym fosfoglucomutase.
Hij ging in 1961 terug naar zijn geboorteland waar hij afdelingshoofd werd van de recent opgerichte faculteit Moleculaire Biologie van het Nationaal Instituut voor Microbiologie in Buenos Aires. Als gevolg van een ander politiek klimaat trad hij al na twee jaar af en keerde terug naar Cambridge. Hier werkte hij in de onderzoekgroep van Frederick Sanger bij het pas opgerichte Medical Research Center (MRC) Laboratorium voor Moleculaire Biologie. Hij bleef de rest van zijn wetenschappelijke carrière verbonden aan Cambridge, van 1960 tot 1962 als docent biochemie en van 1963 tot 1995 als docent moleculaire biologie.

## Werk
Milstein besteedde het grootste gedeelte van zijn actieve wetenschappelijke carrière in het onderzoeken van de structuur van en het proces waarlangs diversiteit in antistoffen ontstaat. Samen met Köhler ontwikkelde hij, op basis van de ideeën van Niels Jerne, de techniek van de hybridoma, om monoklonale antistoffen te verkrijgen. Met deze techniek lieten ze een antilichaam producerende B-cel fuseren met een ontspoorde tumorcel. Deze samengesmolten cellen (hybridomacellen) waren nu in staat antilichamen te maken van een specifieke soort, namelijk die van de oorspronkelijk B-cel. De reden is dat de antistoffen die door deze hybride-cellen worden gevormd in staat zijn om specifiek een bepaald epitoop te herkennen op een antigen.
Voor deze prestatie ontvingen ze de Nobelprijs voor de Fysiologie of Geneeskunde. Het was de aanzet voor een uitbreiding van het gebruik van antistoffen in de wetenschap en geneeskunde omdat vanaf dat moment het relatief eenvoudig werd om grote hoeveelheden antilichamen te produceren die allemaal identiek (monoklonaal) zijn en allemaal dezelfde specifiteit bezitten.
Milstein overleed aan de gevolgen van hartklachten waarmee hij enkele jaren kampte.

## Academisch
Milstein werd in 1975 verkozen tot Fellow of the Royal Society, dat hem in 1982 de Royal Medal en in 1989 de Copley Medal uitreikte. Hij werd verder tot Fellow benoemd van onder meer het Darwin College en het Fitzwilliam College van de Universiteit van Cambridge, het Royal College of Physicians en het Académico Correspondiente Extranjero van de Real Academia de Ciencias Exactas (Fisicas y Naturales) in Madrid.
Hij won onder meer de Robert Koch Prijs, de Robert Koch Medal, de Jimenéz Díaz Memorial Award, de General Motors Cancer Research Foundation Sloan Prize, de Krebs Medal, de Biochemical Analysis Prize en de Carlos J. Finlay Prize for Meritorious Work in Microbiology. In 1980 werd hij onderscheiden met de Wolfprijs in de Medicijnen en de Louisa Gross Horwitz prize, in 1982 de Franklin Medal en in 1984, samen met Michael Potter en Köhler, met de Albert Lasker Award for Basic Medical Research.

## Persoonlijk
Milstein trouwde in 1953 met immunoloog Celia Prilleltensky. Ze kregen geen kinderen.
1901: Behring · 
1902: Ross · 
1903: Finsen · 
1904: Pavlov · 
1905: Koch · 
1906: Golgi, Ramón y Cajal · 
1907: Laveran · 
1908: Mechnikov, Ehrlich · 
1909: Kocher · 
1910: Kossel · 
1911: Gullstrand · 
1912: Carrel · 
1913: Richet ·
1914: Bárány · 
1919: Bordet · 
1920: Krogh · 
1922: Hill, Meyerhof · 
1923: Banting, Macleod · 
1924: Einthoven ·
1926: Fibiger · 
1927: Wagner-Jauregg · 
1928: Nicolle · 
1929: Eijkman, Hopkins · 
1930: Landsteiner · 
1931: Warburg · 
1932: Sherrington, Adrian · 
1933: Morgan · 
1934: Whipple, Minot, Murphy · 
1935: Spemann · 
1936: Dale, Loewi · 
1937: Szent-Györgyi · 
1938: Heymans · 
1939: Domagk · 
1943: Dam, Doisy · 
1944: Erlanger, Gasser · 
1945: Fleming, Chain, Florey · 
1946: Muller · 
1947: C. Cori, G. Cori, Houssay · 
1948: Müller · 
1949: Hess, Moniz · 
1950: Kendall, Reichstein, Hench · 
1951: Theiler · 
1952: Waksman · 
1953: Krebs,Lipmann ·
1954: Enders, Weller, Robbins · 
1955: Theorell · 
1956: Cournand, Forssmann, Richards · 
1957: Bovet · 
1958: Beadle, Tatum, Lederberg · 
1959: Ochoa, Kornberg · 
1960: Burnet, Medawar · 
1961: Békésy · 
1962: Crick, Watson, Wilkins · 
1963: Eccles, Hodgkin, Huxley · 
1964: Bloch, Lynen · 
1965: Jacob, Lwoff, Monod · 
1966: Rous, Huggins · 
1967: Granit, Hartline, Wald · 
1968: Holley, Khorana, Nirenberg · 
1969: Delbrück, Hershey, Luria · 
1970: Katz, Euler, Axelrod · 
1971: Sutherland · 
1972: Edelman, Porter · 
1973: Frisch, Lorenz, Tinbergen · 
1974: Claude, De Duve, Palade · 
1975: Baltimore, Dulbecco, Temin ·
1976: Blumberg, Gajdusek · 
1977: Guillemin, Schally, Yalow · 
1978: Arber, Nathans, Smith · 
1979: Cormack, Hounsfield · 
1980: Benacerraf, Dausset, Snell · 
1981: Sperry, Hubel, Wiesel · 
1982: Bergström, Samuelsson, Vane · 
1983: McClintock · 
1984: Jerne, Köhler, Milstein · 
1985: Brown, Goldstein · 
1986: Cohen, Levi-Montalcini · 
1987: Tonegawa · 
1988: Black, Elion, Hitchings · 
1989: Bishop, Varmus · 
1990: Murray, Thomas · 
1991: Neher, Sakmann · 
1992: Fischer, Krebs · 
1993: Roberts, Sharp · 
1994: Gilman, Rodbell · 
1995: Lewis, Nüsslein-Volhard, Wieschaus · 
1996: Doherty, Zinkernagel · 
1997: Prusiner · 
1998: Furchgott, Ignarro, Murad · 
1999: Blobel · 
2000: Carlsson, Greengard, Kandel ·
2001: Hartwell, Hunt, Nurse · 
2002: Brenner, Horvitz, Sulston · 
2003: Lauterbur, Mansfield · 
2004: Axel, Buck · 
2005: Marshall, Warren ·
2006: Fire, Mello ·
2007: Capecchi, Smithies, Evans ·
2008: Zur Hausen, Barré–Sinoussi, Montagnier ·
2009: Blackburn, Greider, Szostak ·
2010: Edwards ·
2011: Beutler, Hoffmann, Steinman ·
2012: Gurdon, Yamanaka ·
2013: Rothman, Schekman, Südhof ·
2014: O'Keefe, Moser, Moser ·
2015: Campbell, Omura, Tu ·
2016: Osumi ·
2017: Hall, Rosbash, Young ·
2018: Allison, Honjo ·
2019: Kaelin, Ratcliffe, Semenza ·
2020: Alter, Houghton, Rice ·
2021: Julius, Patapoutian ·
2022: Pääbo ·
2023: Karikó, Weissman ·
2024: Ambros, Ruvkun